# Willy Rivas
Willy Alexander Rivas Asín (San Vicente de Cañete, 4 giugno 1985) è un calciatore peruviano, difensore del Juan Aurich.